# Чемпионат СССР по боксу 1978
44-й чемпионат СССР по боксу проходил с 25 февраля по 6 марта 1978 года в Тбилиси (Грузинская ССР). В турнире приняли участие 246 боксёров. Особенностью чемпионата стал «утешительный турнир», благодаря которому проигравшие в четвертьфинале спортсмены сохраняли возможность состязаться за бронзовые медали.

## Медалисты
| Весовая категория                   | Золото                                          | Серебро                                   | Бронза                                                                                 |
| ----------------------------------- | ----------------------------------------------- | ----------------------------------------- | -------------------------------------------------------------------------------------- |
| Первый наилегчайший вес (до 48 кг)  | Анатолий Клюев Вооружённые силы Краснодар       | Василий Плакущий «Динамо» Алма-Ата        | Александр Бодня «Буревестник» ЛьвовШамиль Сабиров «Труд» Краснодар                     |
| Второй наилегчайший вес (до 51 кг)  | Александр Михайлов Вооружённые силы Владивосток | Александр Дугаров Вооружённые силы Москва | Александр Ткаченко «Динамо» Донецк Виктор Мирошниченко «Динамо» Донецк                 |
| Легчайший вес (до 54 кг)            | Амиран Хизанишвилли «Буревестник» Тбилиси       | Давид Торосян «Трудовые резервы» Ереван   | С. Васюткин «Трудовые резервы» Волгоград Г. Оганесян «Локомотив» Ереван                |
| Полулёгкий вес (до 57 кг)           | Виктор Рыбаков Вооружённые силы Москва          | Виктор Демьяненко «Динамо» Алма-Ата       | Виктор Наврос «Авангард» Макеевка Вячеслав Коликов Вооружённые силы Московская область |
| Лёгкий вес (до 60 кг)               | Василий Соломин Вооружённые силы Москва         | Владимир Сорокин «Труд» Оренбург          | Рашид Ярбулов «Труд» Оренбург Юрий Прохоров «Буревестник» Витебск                      |
| Первый полусредний вес (до 63,5 кг) | Валерий Львов «Динамо» Чебоксары                | Алексей Галушко Вооружённые силы Донецк   | Владимир Золотарёв Вооружённые силы ГВСГ Валерий Лаптев «Динамо» Чебоксары             |
| Второй полусредний вес (до 67 кг)   | Валерий Рачков «Динамо» Алма-Ата                | Вячеслав Бодня «Трудовые резервы» Рига    | Михаил Терентьев Вооружённые силы Ленинград Каирбек Букенов «Динамо» Джамбул           |
| Первый средний вес (до 71 кг)       | Валерий Удовик «Трудовые резервы» Волгоград     | Анатолий Журавлёв «Труд» Челябинск        | П. Ратников «Трудовые резервы» Москва М. Тактакишвили «Гантиади» Тбилиси               |
| Второй средний вес (до 75 кг)       | Леонид Шапошников Вооружённые силы Львов        | Владимир Шин Вооружённые силы Ташкент     | Владимир Телегин «Буревестник» Тамбов Владимир Даньшин Вооружённые силы Куйбышев       |
| Полутяжёлый вес (до 81 кг)          | Анатолий Климанов Вооружённые силы Киев         | Давид Квачадзе «Буревестник» Тбилиси      | Николай Ерофеев «Жальгирис» Каунас Альгирдас Янчаускас «Трудовые резервы» Вильнюс      |
| Тяжёлый вес (свыше 81 кг)           | Игорь Высоцкий «Труд» Москва                    | Михаил Субботин «Трудовые резервы» Москва | Сергей Дёмин Вооружённые силы Московская областьВторая медаль не вручалась             |

## Комментарии
1. ↑  По другим сведениям — Н. Кокуркин, "Зенит" РСФСР[5]
2. ↑  Второй матч за бронзовую медаль не состоялся из-за неявки на взвешивание боксёров Инджеяна и Горсткова[4]. По другим сведениям, вторым бронзовым призёром стал Александр Лукстин, «Буревестник»  (Харьков)[8].